# Algirdas Julien Greimas
Algirdas Julien Greimas albo Algirdas Julius Greimas (ur. 9 marca 1917 w Tule, zm. 27 lutego 1992 w Paryżu) – litewski i francuski semiotyk, teoretyk literatury (narratolog) i językoznawca (semantyk i historyk języka).

## Życiorys
Początkowo studiował na Litwie prawo, później w latach 1936–1939 we Francji językoznawstwo. Po odbyciu podczas wojny służby wojskowej w Związku Radzieckim, w 1944 roku wrócił do Francji, gdzie w 1949 obronił doktorat na Sorbonie. W latach 1949–1958 pracował jako wykładowca w Aleksandrii, gdzie poznał Rolanda Barthes'a. W latach 1958–1962 pracował jako profesor Uniwersytetu w Ankarze. Od 1965 był dyrektorem VI Sekcji Ecole Pratique des Hautes Etudes w Paryżu. W 1975 objął Katedrę Semantyki Ogólnej w Ecole des Hautes Etudes en Sciences Sociales. W latach 1965–1970 pracował również w Laboratorium Antropologii Społecznej Claude'a Lévi-Straussa.

## Dorobek naukowy
Z wyjątkiem kilku wczesnych artykułów oraz ważnej monografii na temat mitologii litewskiej, wszystkie prace Greimasa powstały po francusku. Jego najważniejsze książki to: Apie dievus ir žmones, Sémantique structurale, Du Sens I i Du Sens II, a także napisany wspólnie z Josephem Courtésem Dictionnaire raisonné de la théorie du langage. Na język polski przetłumaczono tylko bardzo niewielką część jego dorobku.
Charakterystyczną cechą metody semiotycznej Greimasa jest stosowanie w analizie semiotycznej pojęć i narzędzi logiki. Jedną z najważniejszych koncepcji opracowanych przez Greimasa jest tzw. kwadrat semiotyczny, który stał się bazą dla stworzenia generatywistycznego modelu narracji.